# Wilhelm Voigt (capitaine de Köpenick)
Friedrich Wilhelm Voigt (né le 13 février 1849 à Tilsit et mort le 3 janvier 1922 à Luxembourg) est un imposteur allemand célèbre sous le nom de « capitaine de Köpenick ».

## Histoire

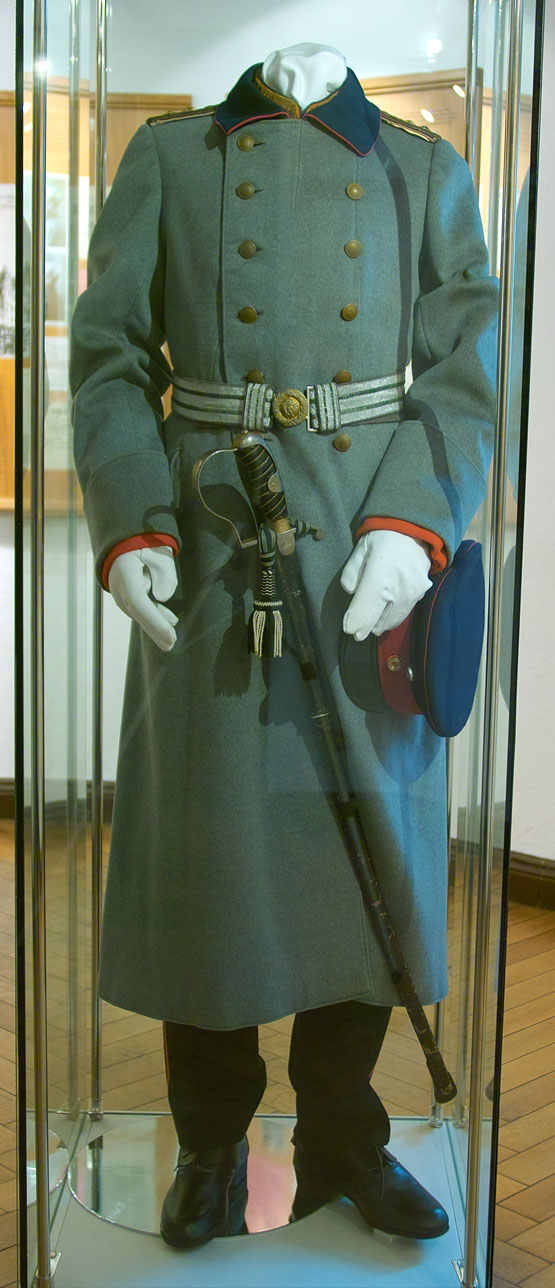
Uniforme de capitaine porté par Wilhelm Voigt.

Cordonnier en Prusse-Orientale et condamné plusieurs fois pour différents délits de vols et d'escroquerie, il se fait connaître par une imposture rocambolesque en 1906.  Le 16 octobre de cette année-là il se fait passer pour un capitaine prussien en se procurant un uniforme d'occasion. Il enrôle un groupe de soldats et occupe spectaculairement l'hôtel de ville de Köpenick, à l'époque un faubourg de Berlin :  il arrête le maire  et se fait remettre les fonds de la ville, soit 4 000 marks (qui correspondent à plus de 22 000 euros 2010). Il commande aux soldats de surveiller les lieux pendant une heure et sort avec l'argent puis reprend ses vêtements civils avant de disparaître.
Il est arrêté le 26 octobre 1906 et condamné à quatre ans de prison le 1er décembre.  L'opinion publique lui est favorable et l'empereur l'amnistie en août 1908 alors que la presse étrangère se gausse du formatage militariste allemand que révèle l'affaire : on lui a remis l'argent demandé à la seule vue de son uniforme.
Wilhelm Voigt, devenu célèbre comme étant « le capitaine de Köpenick », participe à des spectacles où il joue son personnage et écrit même le récit de son aventure. En 1910, il se fixe au Luxembourg et reprend son métier de cordonnier. Il y meurt en 1922.

## Cinéma
- 1956 : Le Capitaine de Köpenick (Der Hauptmann von Köpenick) est un film allemand réalisé par Helmut Käutner.

## Postérité
Cet événement a suscité un grand intérêt public et son personnage est resté célèbre en Allemagne. Le théâtre et le cinéma ont exploité son histoire sur le ton de la comédie : on repère surtout la pièce de Carl Zuckmayer Le Capitaine de Köpenick qui rencontre un grand succès en 1931 et de nombreux films : en 1931, 1945, 1956, 1960 et 1997.